# Guarantã (São Paulo)
Guarantã é um município brasileiro do estado de São Paulo. Sua população estimada em 2004 era de 6.726 habitantes.

## História

### Formação territorial-administrativa
Histórico da formação do município:
- Distrito criado no município de Pirajuí pela Lei nº 2.025, de 27/12/1924.
- Município criado com o território desmembrado dos municípios de Pirajuí e Garça pelo Decreto-Lei nº 14.334, de 30/11/1944.

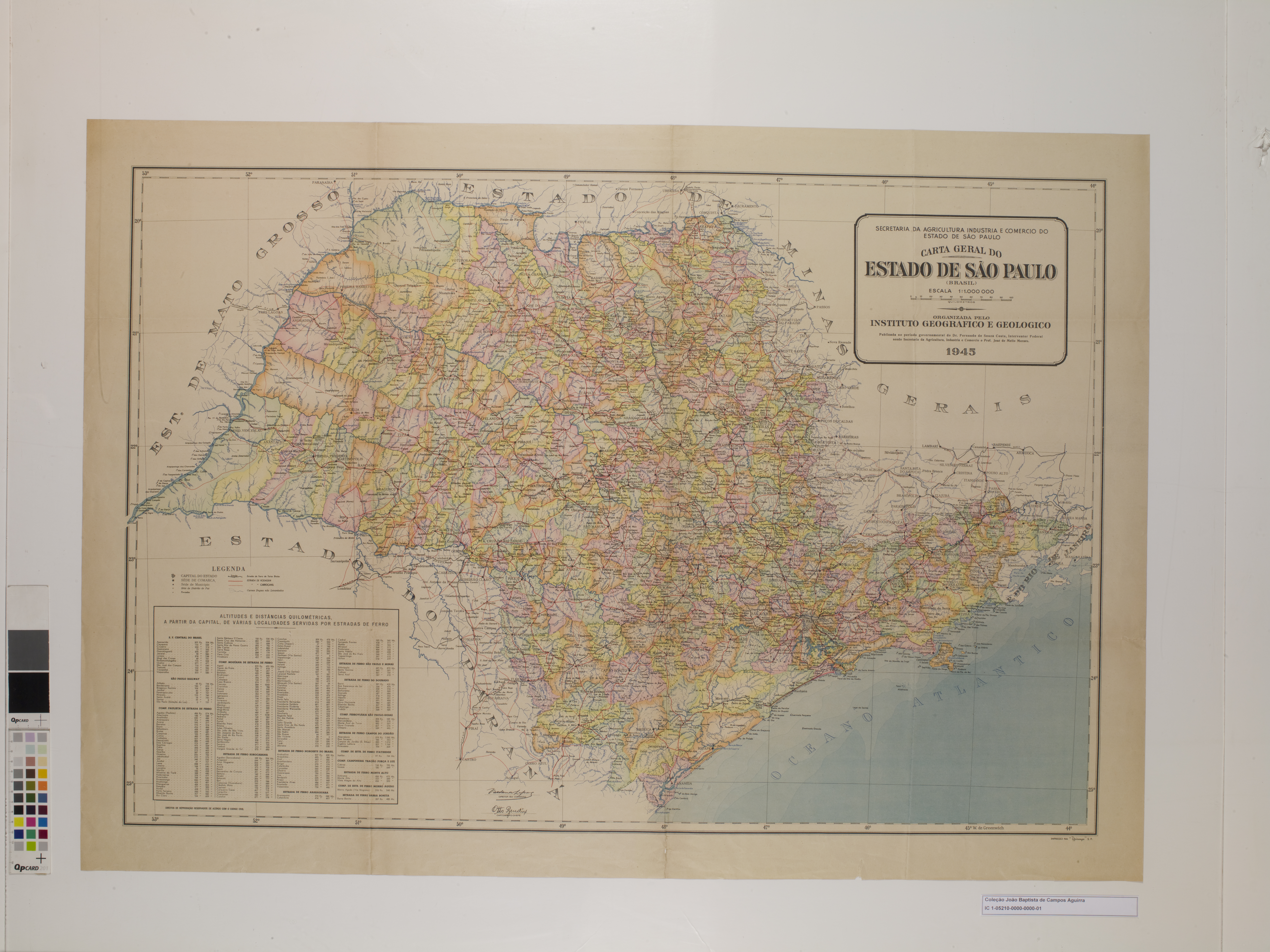
Estado de São Paulo (1944).

## Geografia
Localiza-se a uma latitude 21º53'42" sul e a uma longitude 49º35'23" oeste, estando a uma altitude de 505 metros. Possui uma área de 461,8 km².

### Hidrografia
- Rio Aguapeí
- Rio Dourado SP
- Rio Feio

### Rodovias
- SP-300
- SP-333

### Ferrovias
- Linha Tronco da antiga Estrada de Ferro Noroeste do Brasil [7]

## Demografia
Dados do Censo - 2000
População total: 6.323
- Urbana: 4.848
- Rural: 1.475
- Homens: 3.218
- Mulheres: 3.105

Densidade demográfica (hab./km²): 13,69
Mortalidade infantil até 1 ano (por mil): 25,44
Expectativa de vida (anos): 66,78
Taxa de fecundidade (filhos por mulher): 3,15
Taxa de alfabetização: 85,76%
Índice de Desenvolvimento Humano (IDH-M): 0,727
- IDH-M Renda: 0,665
- IDH-M Longevidade: 0,696
- IDH-M Educação: 0,819

(Fonte: IPEADATA)

## Política e administração
- Prefeito: Marcos Roberto Frugeri (2021-2024).
- Vice-prefeito: Francisco Joaquim Júnior (Chico Tripa)
- Presidente da câmara: Pedro Vaz da Silva Filho

## Infraestrutura

### Comunicações
O sistema de telefones automáticos foi inaugurado na cidade em 1981 pela Telecomunicações de São Paulo (TELESP), que também implantou o sistema de discagem direta à distância (DDD) em 1989 com o código de área (0142). Anteriormente a cidade era atendida pela Companhia Telefônica Brasileira (CTB).
Na década de 90 o código DDD da cidade foi alterado para (014), para padronização do sistema telefônico com a telefonia celular que estava sendo implantada em todo o estado.

## Religião
O Cristianismo se faz presente na cidade da seguinte forma:

### Igreja Católica
- A igreja faz parte da Diocese de Lins.[12]

### Igrejas Evangélicas
Entre as igrejas protestantes históricas, pentecostais e neopentecostais, encontram-se na cidade:
- Assembleia de Deus Ministério do Belém.[14][15]
- Congregação Cristã no Brasil.[16]